# Frederick Lindemann
Frederick Alexander Lindemann (Baden-Baden, 5 de abril de 1886 — Londres, 3 de julho de 1957) foi um físico britânico de origem judaica, nascido na Alemanha.

## Vida e obra
Foi conselheiro pessoal para questões científicas de Winston Churchill.
Estudou em Berlim, com doutorado em físico-química, orientado por Walther Nernst. Trabalhou então como físico em Paris, na Sorbonne, dedicando-se a pesquisas sobre capacidade térmica.
Na eclosão da Primeira Guerra Mundial alistou-se no Royal Flying Corps. Desenvolveu neste período a teoria matemática do voo em parafuso.
Participou da 1ª e 2ª Conferência de Solvay.